# Angle de torsion
En stéréochimie, dans un enchaînement non linéaire d'atomes A-B-C-D (avec B-C étant une liaison simple), l'angle de torsion est l'angle dièdre entre le plan contenant les atomes A-B-C et celui contenant les atomes B-C-D,. L'angle de torsion est généralement utilisé pour décrire la conformation d'une molécule ou d'une partie de celle-ci. Les différents conformères résultant de la variation d'un angle de torsion sont appelés rotamères,.
L'angle de torsion est couramment représenté sous forme de projection de Newman. Cette représentation en deux dimensions facilite l'analyse d'une conformation donnée d'une molécule, en particulier des effets stériques influant l'angle de torsion.